# Myiodactylus osmyloides
Myiodactylus osmyloides is een insect uit de familie van de Nymphidae, die tot de orde netvleugeligen (Neuroptera) behoort. 
Myiodactylus osmyloides is voor het eerst wetenschappelijk beschreven door Brauer in 1866.